# Pamela Eells O'Connell
Pamela Eells O'Connell (oficialmente creditada por Pamela Eells) é uma produtora de televisão Americana e escritora.
Ela já realizou/escreveu Charles in Charge, Family Matters, Louco por Você, Nanny, Brotherly Love (1995 TV series)|Brotherly Love, Um Amor de Família, Rude Awakening,  Ellen, Zack & Cody: Gêmeos em Ação, Zack e Cody: Gêmeos a Bordo, Jessie e Bunk´d.
.
Ela foi nomeada para dois Primetime Emmy Awards por seu trabalho em The Suite Life of Zack & Cody , como parte da equipe de produção e escrita. Nos primeiros anos de sua carreira, ela trabalhou com o produtor do companheiro e escritor Sally Lapiduss até 1995.
Em 2010, O'Connell formaram a produção da empresa Bon Mot Productions, a primeira série no âmbito da empresa foi a terceira e última temporada de The Suite Life on Deck .